# Ковердэйл, Дэвид
Дэвид Ковердейл (также Ковердэйл, англ. David Coverdale; род. 22 сентября 1951, Солтбёрн, Северный Йоркшир) — британский и американский рок-вокалист, автор песен. Наиболее известен как вокалист групп Deep Purple и Whitesnake.

## Биография
Родители Ковердэйла владели пабом, так что ему довелось услышать много «живой» музыки — Pretty Things, Sorrows, Yardbirds, The Kinks и др. Дэвид научился играть на гитаре, но настоящий его талант раскрылся в пении. Помимо музыки Дэвид любил рисовать и даже ненадолго стал студентом художественного колледжа в Мидлсбро (где познакомился с Мики Муди), однако интерес к музыке перевесил, и в 1967 году, будучи ещё студентом, он начал петь в группе «Denver Mule», потом стал участником группы «The Skylines», позже переименованной в «The Government».
На гастроли в Данию Ковердэйл отправился уже в составе «Harvest», а по возвращении присоединился к «River’s Invitation». В тот же период он работал продавцом в магазине одежды «Stride In Style» в городе Редкар.

### С Deep Purple
В начале 1973 года он основал группу «The Fabulosa Brothers». В том же году, увидев объявление в газете Melody Maker, Дэвид послал демо-плёнку в штаб-квартиру Deep Purple, которые искали себе нового вокалиста. Джон Лорд вспоминал впоследствии, что в тот день они собрались на прослушивание, на столе лежала гора лент, пришедших по почте. Энтузиазма особого никто не проявлял — снова нужно было выслушивать потуги любителей. Взяли первую попавшуюся, поставили на магнитофон. Это была лента, которую прислал Ковердейл. Прежде всего всех поразило звучание голоса, а затем то, что он взял для исполнения необычную песню Гарри Нильсона «Everybody’s Talkin'». Запись была не очень высокого качества, сделанная, очевидно, во время выступления в клубе, однако этого было достаточно, чтобы по обратному адресу полетела телеграмма: «Немедленно выезжай на прослушивание».
Прослушивание Ковердейла проходило в замке «Клирвелл», который стал своего рода штаб-квартирой группы, и в сентябре 1973 года Дэвид был утверждён как новый вокалист группы. В обновлённом составе группа отправилась в Монтрё, где записала альбом «Burn», который занял третье место в Англии. Сценический дебют Ковердейла в Deep Purple состоялся в декабре 1973 года в Копенгагене, а в апреле 1974 года, на фестивале California Jam, Ковердейл выступил перед аудиторией в 250 000 человек. Джон Лорд высоко оценил способность Дэвида адаптироваться к роли фронтмена одной из наиболее популярных на тот момент групп мира; в перерыве между турне Ковердэйл принял предложение Лорда поучаствовать в его проекте «Windows».
Новый альбом под названием «Stormbringer» вышел в конце 1974 года. Следующий альбом группа записывала уже без Блэкмора — его заменил Томми Болин. Несмотря на популярность последнего альбома «Come Taste the Band», в группе назревал кризис. После концерта 15 марта 1976 года было принято решение о роспуске Deep Purple (официальное сообщение вышло лишь в июле).

### С Whitesnake
У Ковердейла было много предложений (в том числе и от Uriah Heep), однако он решил выпускать сольные пластинки. В 1977 году вокалист переехал в Западную Германию, где записал свой первый альбом, «White Snake». На обложке диска красовалась белая змея, а внутри пряталась подборка рок-баллад. Впрочем, в то время в Британии господствовал панк-рок, и релиз пришёлся не ко двору. Сходная участь ожидала и второй сольник, «Northwinds». Несмотря на отсутствие коммерческого успеха, критики приняли этот альбом благосклонно. После его выхода Ковердейл вернулся на родину, где основал «Whitesnake», в которую вошли гитаристы Мики Муди, участвовавший в создании сольных альбомов Ковердейла, и Берни Марсден, переманенный Ковердэйлом из Paice Ashton & Lord, басист Нил Мюрэй, барабанщик Дэвид Даул и клавишник Брайан Джонстон, которого вскоре заменил Лорд. Постепенно группа создала себе хорошую репутацию и к началу 80-х оказалась в высших кругах рок-сообщества.
В 1982 году Ковердейлу предложили место вокалиста в Black Sabbath вместо ушедшего Дио. Он отказался.
В 1984 году Ковердейлу позвонил Дэвид Геффен. «Пока Дэвид не связался со мной, я работал по всему миру, но не в Америке. В 1984 я фактически прекратил записываться в Европе. Мой первый брак трещал по швам. Тогда и позвонил мне Дэвид Геффен: „Пришло время серьёзно взглянуть на Америку“. В Лондоне меня уже ничто не удерживало, поэтому вместо того, чтобы изредка наведываться в Штаты, я решил перебраться туда насовсем. И в течение четырёх-пяти лет все шло просто великолепно».
В августе-сентябре 1985 года в Whitesnake приходит новый барабанщик, Эйнсли Данбар, и группа начинает работать над новым альбомом (в будущем — знаменитый «Whitesnake 1987»), однако болезнь Ковердэйла вынуждает надолго отложить репетиции и запись.

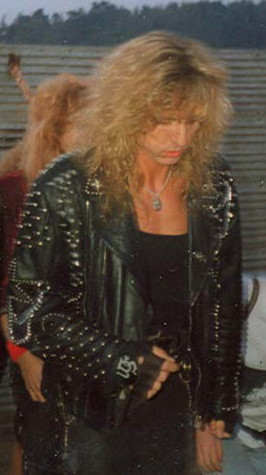
Ковердэйл в 1990 году

Пик «змеиной» карьеры пришёлся на 1987 год.
В 1989 году после страстных ухаживаний Дэвид женился на Тони Китэйн. Тони стала второй женой музыканта, он называл её своей «распутницей и вдохновительницей». Тони снималась в клипах «Here I Go Again», «Is This Love» и «Still of the Night.»
По окончании турне в 1990 году, Дэвид решил прекратить существование группы: «в конце 1990 года мне потребовалось 2 развода — один с Whitesnake, другой с Тони».
В марте 1991 года состоялась встреча двух легенд: Дэвид Ковердэйл и Джимми Пэйдж встретились в Нью-Йорке и обсудили возможности совместного творчества. Итогом стал альбом «Coverdale/Page», вышедший в марте 1993 года, и последовавший за ним тур, состоявший из семи концертов.
Летом 1994 года состоялся тур Whitesnake нового состава — Адриан Ванденберг, Уоррэн ДеМартини, Руди Сарзо, Дэнни Кармаззи и Пол Миркович. Первый концерт состоялся в Санкт-Петербурге. Whitesnake стали хэдлайнерами фестиваля «Белые Ночи Санкт-Петербурга».
Мне понравились впечатления от посещения России. Я вполне удовлетворён приёмом и тем, что увидел, но у меня была БОЛЬШАЯ проблема с «честностью» некоторых «организаторов». К тому же ВСЕ мои альбомы, которые просили подписать люди, были «пиратскими». Все до единого!!! Ни одного легального альбома!!!
Оригинальный текст (англ.)I loved the experience of visiting Russia… I thoroughly enjoyed the audiences and seeing the country, but, I had a BIG problem with the 'honesty' of a lot of the 'organisers'… Also, I found that ALL of my recordings people asked me to sign were 'bootlegs'… and I mean ALL of 'em!!!… Not one legitimate album!!!
Тур окончился в октябре.

### Сольная карьера
После небольшого отдыха Ковердэйл вместе с Ванденбергом, Кармаззи и другими музыкантами вернулся в студию для записи сольного альбома, который должен был называться «The Last Hurrah». Однако обязательства перед EMI предполагали выход ещё одного альбома Whitesnake. В EMI также попросили сменить название. Альбом вышел в марте 1997 года и назывался «Restless Heart».
В ноябре 1997 году Whitestake в составе David Coverdale — Vocals, Adrian Vandenberg — Guitar, Steve Farris — Guitar, Tony Franklin — Bass, Denny Carmassi — Drums, Derek Hilland — Keyboards посетили Россию с поддержкой своего альбома Restless Heart World Tour. Концерт в Москве был отснят и показан Российским телевидением. В то же время простуженный тогда Дэвид говорил о том, что это прощальное турне и что он более не хочет «быть жалкой пародией на себя самого».
Однако в конце 2002 года Ковердэйл на официальном сайте объявил о возобновлении деятельности Whitesnake, а под Рождество был объявлен состав. 29 января 2003 концертом в Джэксонвилле начался «mmm… Nice Package Tour».

### Личная жизнь
1 марта 2007 года Дэвид Ковердэйл стал гражданином США, сохранив при этом английское подданство. Сейчас он живёт в Неваде, недалёко от озера Тахо.
Был женат на немке Джулии Борковски (1974—1985), Тони Китэйн (1989—1991). С 1997 года женат на Синди Ковердэйл (урождённой Баркер).
У музыканта двое детей: дочь Джессика (род. 1978), сын Джаспер (род. 1997)

## Дискография
Deep Purple:
- 1974 — Burn
- 1974 — Stormbringer
- 1975 — Come Taste the Band
- 1976 — Made in Europe
- 1977 — Last Concert in Japan
- Singles A’s & B’s (1993)

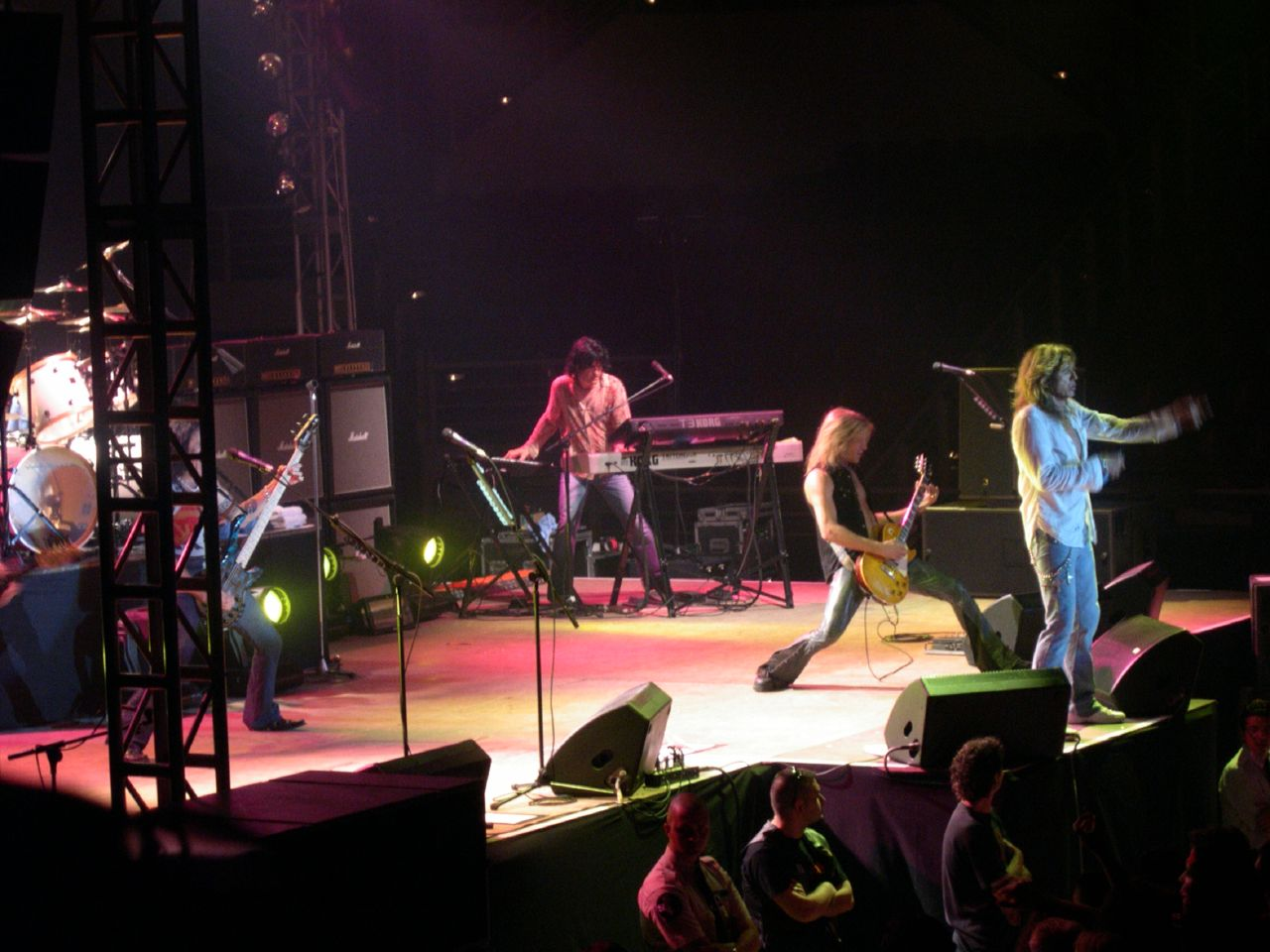
Ковердэйл с группой Whitesnake. 2003 год

- On the Wings of a Russian Foxbat: Live in California 1976 (1995)
- California Jamming: Live 1974 (1996)
- Mk. III: The Final Concerts (1996)
- Days May Come and Days May Go, The California Rehearsals, June 1975 (2000)
- 1420 Beachwood Drive, The California Rehearsals, Part 2 (2000)
- This Time Around: Live in Tokyo (2001)
- Listen Learn Read On (2002)
- Just Might Take Your Life (2003)
- Live in London (2004[уточнить])
- Perks and Tit (2004)
- Live in Paris 1975 (2004)
- Live in California 74 (DVD) (2005)
- Phoenix Rising (2011)

сольные альбомы:
- 1977 — White Snake
- 1978 — Northwinds
- 2000 — Into the Light

Coverdale/Page
- Coverdale · Page (1993)

Whitesnake
- Snakebite (1978)
- Trouble (1978)
- Lovehunter (1979)
- Live at Hammersmith (1980)
- Ready an' Willing (1980)
- Live...In the Heart of the City (1980)
- Come an' Get It (1981)
- Saints & Sinners (1982)
- Slide It In (1984)
- Whitesnake (1987)
- Slip of the Tongue (1989)
- Restless Heart (1997)
- Starkers in Tokyo (1997)
- Live In the Still of the Night (DVD+CD set recorded during the 2004 UK Tour) (2006)
- Live: In the Shadow of the Blues (2CD set recorded during the 2005—2006 world tours) (2006)
- Good To Be Bad (2008)
- Forevermore (2011)
- Still Good To Be Bad (2008 album expanded DVD+CD edition with bonus material) (2011)
- Made In Japan (DVD+2CD set recorded in Japan during The Forevermore World Tour) (2013)
- Made In Britain/World Record (2CD set recorded during The Forevermore World Tour) (2013)
- The Purple Album (2015)
- The Purple Tour (DVD+CD set recorded during The Purple Tour) (2018)
- Unzipped (DVD+5CD set of acoustic, unplugged songs and performances) (2018)
- Flesh & Blood (2019)

### Другое
- 1974 — Roger Glover & Friends — The Butterfly Ball & The Grasshopper's Feast (песня «Behind the Smile»)
- 1974 — Eddie Hardin — Wizard’s Convention (песня «Money to Burn»)
- 1974 — Jon Lord — Windows (2nd Movement, Gemini)
- 1989 — Steve Vai — Passion and Warfare (песня «For the Love of God»)
- 1990 — Various artists — Days of Thunder (песня «The Last Note of Freedom»)
- 2000 — Bernie Marsden — And About Time Too (песня «Who’s Fooling Who», live)
- 2003 — Tony Franklin — Wonderland (песня «Sunshine Lady»)
- 2014 — Bernie Marsden — Shine (песня «Trouble»)
- 2014 — Vandenberg’s Moonkings — Vandenberg’s Moonkings (песня «Sailing Ships»)
- 2015 — Delta Deep — Delta Deep (песня «Private Number»)

Комментарии
1. ↑  Несмотря на усиление состава поющим басистом Гленном Хьюзом, Блэкмор искал блюзового певца в стилистике Пола Роджерса[7]
2. ↑  По воспоминаниям Ковердейла, демо он записывал, будучи в подпитии[5]

Источники
1. ↑  Baritone Voice Range Lesson – David Coverdale - Bohemian Vocal Studio (амер. англ.) (19 сентября 2018). Дата обращения: 24 сентября 2022. Архивировано 24 сентября 2022 года.
2. ↑  Кастальский С. «Рок-энциклопедия». М.: ЗАО Ровесник, 2003 — 888 с. — С. 200
3. ↑  "Хотели нас поиметь? Получите!"Дэвид Ковердейл — о Великом Духе, жизни после смерти и группе Deep Purple. Дата обращения: 15 июля 2019. Архивировано 14 июля 2019 года.
4. 1 2  seva.ru — Рок-посевы. Дата обращения: 26 сентября 2009. Архивировано 14 апреля 2013 года.
5. 1 2 3  Harvey, 1973, p. 15.
6. 1 2 3  Chirazi, Steffan. “Tony Iommi was calling me a lot. Sabbath are amazing at what they do, but it wasn’t something that I wanted to do’”: an epic interview with Whitesnake’s David Coverdale (англ.). Classic Rock (22 июня 2024). Дата обращения: 5 октября 2024. Архивировано 14 сентября 2024 года.
7. 1 2  classic21, 2003, p. 47.
8. ↑  Ларс Ульрих ввёл Deep Purple в «Зал Славы Рок-н-ролла». Дата обращения: 14 октября 2022. Архивировано 14 октября 2022 года.
9. 1 2  Док. фильм «Phoenix Rising» (2011)
10. ↑  classic92, 2011, p. 32.
11. ↑  Aston, Phil. David Coverdale - Whitesnake (1977) - His first solo album revisited (брит. англ.). Now Spinning Magazine (29 апреля 2021). Дата обращения: 5 октября 2024. Архивировано 7 октября 2024 года.
12. ↑  Jeffries, Neil. “I have to prove that I’m capable of doing it, and I wasn’t just being done a favour by Deep Purple”: the two forgotten David Coverdale solo albums that sowed the seeds for Whitesnake (англ.). Classic Rock (5 мая 2024). Дата обращения: 8 мая 2024. Архивировано 8 мая 2024 года.
13. ↑  Needs, Kris; Dome, Malcolm; Barton, Geoff; Kendall, Jo; Hughes, Rob. Greatest Albums Of The 70s: 100-87 (англ.). Classic Rock (18 марта 2016). Дата обращения: 4 августа 2025.
14. ↑  Barton, Geoff. “We were the original bearded pirates. Nobody gave us a chance”: the epic story of how Whitesnake became the greatest blues rock band of the early 80s (англ.). Classic Rock (21 января 2024). Дата обращения: 13 июля 2024.
15. ↑  DEEP PURPLE Russian WWW Pages — WWW.DEEP-PURPLE.RU. Дата обращения: 22 октября 2009. Архивировано 6 мая 2009 года.
16. ↑  Рок-энциклопедия. David Coverdale. Дата обращения: 12 февраля 2013. Архивировано 16 марта 2015 года.
17. ↑  «Whitesnake: Год Белой Змеи» — история альбома «1987». Дата обращения: 22 октября 2009. Архивировано 20 февраля 2009 года.
18. ↑  Barton, Geoff. David Coverdale: How We Made The Coverdale Page Album. Whitesnake’s David Coverdale looks back on his brief collaboration with Led Zeppelin’ Jimmy Page – and why the album they made together is an unsung classic (англ.). Classic Rock (24 октября 2016). Дата обращения: 24 июля 2024. Архивировано 17 августа 2021 года.
19. ↑  [http://forum.rock-center.org/archive/index.php/t-2828.html (недоступная+ссылка) Whitesnake [Архив] — ФОРУМЫ РОК-ЦЕНТРА] (недоступная ссылка)